# Epalpus lineatus
Epalpus lineatus är en tvåvingeart som beskrevs av Townsend 1914. Epalpus lineatus ingår i släktet Epalpus och familjen parasitflugor.
Artens utbredningsområde är Peru. Inga underarter finns listade i Catalogue of Life.